# Všeobecné volby ve Spojeném království 2005
Ve všeobecných volbách ve Spojeném království v roce 2005 se volilo 650 poslanců Dolní sněmovny parlamentu Spojeného království relativně většinovým volebním systémem. Volby se konaly 5. května 2005. Labouristé pod vedením premiéra Tonyho Blaira v nich obhajovali volební vítězství z let 2001 a 1997.

## Situace před volbami
Mezi hlavní předvolební témata patřila evropská integrace, válka v Iráku či zdravotní a hospodářské reformy. Všechny tři hlavní strany (Konzervativní strana, Labouristická strana a Liberální demokraté) soupeří o poměrně úzký elektorát nerozhodnutých voličů, proto všechny nabízejí zdravotní a edukativní reformy, kontrolu imigrace a snížení kriminality. Strany se výrazně liší v pohledu na invazi do Iráku; konzervativci účast v Iráku v roce 2003 podporovali, nyní však obviňují lídra Labour Party Tonyho Blaira ze lhaní ohledně důvodů britské vojenské přítomnosti. Liberálové pod vedením Charlese Kennedyho jsou pro postupné stažení vojsk, případně pro jejich nahrazení armádami spřátelených muslimských zemí. V hlasování budou rozhodovat místní faktory (kandidát v konkrétním obvodě, důvěra v jednotlivé politky apod.). Nejvíce proevropští jsou liberální demokraté, kteří podporují i zavedení eura; již menší entuziasmus projevují labouristé. Konzervativci, které vede Michael Howard, se ale vyslovují proti evropské ústavě i proti euru; chtějí obnovit jednání o členství v EU, vadí jim např. sociální politika Bruselu. V ekonomické politice neplánuje žádná ze stran drastické změny, v otázce zdravotnictví se vedou spory zejména ohledně role soukromého sektoru. Konzervativci též obviňují labouristickou vládu, že se jí vymkl kontrole imigrační systém a plánují proto přistěhovalectví omezit. Oproti tomu labouristé a liberálové navrhují zavedení bodového systému, který by umožňoval podpořit migranty s určitou pracovní kvalifikací.

## Výsledky
Volby znovu vyhráli labouristé s 356 mandáty, jejich většina se ale zmenšila o 57 poslanců. Konzervativci posílil o 32 křesel na 198 a liberální demokraté zde získali nejvíce mandátů v historii - 62. Do parlamentu se dostala ještě Skotská národní strana (6 poslanců), Demokratická unionistická strana (9 poslanců), Sinn Féin (5 poslanců), 4 další strany a jeden nezávislý. Celkově došlo k posílení opozice a oslabení vlády, která si ale udržela jasnou většinu; Tony Blair se tedy potřetí vypravil do úřadu britského premiéra.
| 355        | 198           | 62      | 31 |
| Labouristé | Konzervativci | Lib Dem | O  |

| Strana  | Strana               | Lídr                          | Mandáty | Mandáty | Mandáty | Hlasy      | Hlasy |
| Strana  | Strana               | Lídr                          | Počet   | v %     | +/-     | Počet      | v %   |
| ------- | -------------------- | ----------------------------- | ------- | ------- | ------- | ---------- | ----- |
|         | Labouristická strana | Tony Blair                    | 356     | 55,2%   | ▼ 57    | 9 552 436  | 35,2% |
|         | Konzervativní strana | Michael Howard                | 198     | 30,7%   | ▲ 32    | 8 784 915  | 32,4% |
|         | Liberální demokraté  | Charles Kennedy               | 62      | 9,6%    | ▲ 10    | 5 985 454  | 22,0% |
|         | UKIP                 | Roger Knapman                 | 0       | 0,0%    | ▬ 0     | 605 973    | 2,2%  |
|         | SNP                  | Alex Salmond                  | 6       | 0,9%    | ▲ 2     | 412 267    | 1,5%  |
|         | Zelení               | Caroline Lucas a Keith Taylor | 0       | 0,0%    | ▬ 0     | 257 758    | 1,0%  |
|         | DUP                  | Ian Paisley                   | 9       | 1,4%    | ▲ 4     | 241 856    | 0,9%  |
|         | BNP                  | Nick Griffin                  | 0       | 0,0%    | ▬ 0     | 192 745    | 0,7%  |
|         | Plaid Cymru          | Ieuan Wyn Jones               | 3       | 0,5%    | ▼ 1     | 174 838    | 0,6%  |
|         | Sinn Féin            | Gerry Adams                   | 5       | 0,8%    | ▲ 1     | 174 530    | 0,6%  |
|         | UUP                  | David Trimble                 | 1       | 0,2%    | ▼ 5     | 127 414    | 0,5%  |
|         | SDLP                 | Mark Durkan                   | 3       | 0,5%    | ▬ 0     | 125 626    | 0,5%  |
|         | nezávislí            | -                             | 1       | 0,2%    | ▲ 1     | 122 416    | 0,5%  |
|         | Respect              | Linda Smith                   | 1       | 0,2%    | ▲ 1     | 68 094     | 0,3%  |
| ostatní | ostatní              |                               | 0       | 0,0%    |         | 309 093    | 1,1%  |
| celkem  | celkem               |                               | 646     | 100%    |         | 27 148 510 | 100%  |

| \| Hlasy \| Hlasy \| Hlasy \| Hlasy \| Hlasy \| \| ------------- \| ------------- \| ----- \| ------ \| ------ \| \| \| \| \| \| \| \| Labouristé \| Labouristé \| \| 35,2 % \| 35,2 % \| \| Konzervativci \| Konzervativci \| \| 32,4 % \| 32,4 % \| \| LibDem \| LibDem \| \| 22,1 % \| 22,1 % \| \| UKIP \| UKIP \| \| 2,2 % \| 2,2 % \| \| SNP \| SNP \| \| 1,5 % \| 1,5 % \| \| Zelení \| Zelení \| \| 1,0 % \| 1,0 % \| \| ostatní \| ostatní \| \| 5,7 % \| 5,7 % \| |               |  |        |        |
| Hlasy |               |  |        |        |
| |               |  |        |        |
| Labouristé | Labouristé    |  | 35,2 % | 35,2 % |
| Konzervativci | Konzervativci |  | 32,4 % | 32,4 % |
| LibDem | LibDem        |  | 22,1 % | 22,1 % |
| UKIP | UKIP          |  | 2,2 %  | 2,2 %  |
| SNP | SNP           |  | 1,5 %  | 1,5 %  |
| Zelení | Zelení        |  | 1,0 %  | 1,0 %  |
| ostatní | ostatní       |  | 5,7 %  | 5,7 %  |

| \| Mandáty \| Mandáty \| Mandáty \| Mandáty \| Mandáty \| \| ------------- \| ------------- \| ------- \| ------- \| ------- \| \| \| \| \| \| \| \| Labouristé \| Labouristé \| \| 55,1 % \| 55,1 % \| \| Konzervativci \| Konzervativci \| \| 30,7 % \| 30,7 % \| \| LibDem \| LibDem \| \| 9,6 % \| 9,6 % \| \| DUP \| DUP \| \| 1,4 % \| 1,4 % \| \| SNP \| SNP \| \| 0,9 % \| 0,9 % \| \| Sinn Féin \| Sinn Féin \| \| 0,8 % \| 0,8 % \| \| ostatní \| ostatní \| \| 1,6 % \| 1,6 % \| |               |  |        |        |
| Mandáty |               |  |        |        |
| |               |  |        |        |
| Labouristé | Labouristé    |  | 55,1 % | 55,1 % |
| Konzervativci | Konzervativci |  | 30,7 % | 30,7 % |
| LibDem | LibDem        |  | 9,6 %  | 9,6 %  |
| DUP | DUP           |  | 1,4 %  | 1,4 %  |
| SNP | SNP           |  | 0,9 %  | 0,9 %  |
| Sinn Féin | Sinn Féin     |  | 0,8 %  | 0,8 %  |
| ostatní | ostatní       |  | 1,6 %  | 1,6 %  |